# 全祖望
全祖望（/dʑỹ.t͡su.mɔŋ/，/d͡zø.t͡su.mɔ̃/，1705年1月29日—1755年8月9日），字紹衣，號謝山，學者稱謝山先生，浙江鄞县沙港口人（今寧波市洞橋鎮沙港村），清朝史學家、文學家。

## 生平
康熙四十四年（1705年）正月初五日亥時，全祖望生於鄞縣白壇里月湖之西岸先世宮詹公故宅。其四岁能解《四书》、《五经》，七岁能读《资治通鉴》，人稱神童，師從董次欧。十九岁由督学王兰生推选入京，見當時侍郎方苞。雍正十年（1732年）中順天鄉試，臨川翰林李紱看到全祖望的考卷，嘆曰：“此深寧、東發後一人也！”是年八月其妻張氏因難產而死。雍正十三年（1735年）续娶满洲学士春臺之女曹孺人為妻，家貧，典當二萬卷書於仁和黃堅倉。乾隆元年（1736年）中三甲第三十六名進士，賜‘同進士出身’，時年三十二歲。初為庶吉士，不久受權貴排斥，散館歸班，乾隆二年九月回鄉，專心著述，授徒为业。應绍兴太守杜甲之请，任蕺山书院山长，因杜甲傲慢，不久辭去，又主讲过广东高要端溪书院。為谢山学派創始者，弟子有董秉純、盧鎬、蔣學鏞等。其遺作由董秉純整理。
乾隆二十年(1755年)，六月底，全祖望不復能言，日夜作鼾聲如睡，七月二日，聲漸微，卒年五十一歲。全祖望既逝，董秉纯、蒋学镛又请杭世骏校订《鲒埼亭集》书稿，并代为作序。杭世駿的原稿后来不知所终，但董秉纯还保存着副本，嘉慶六年（1801年）刊印。

## 家族
六世祖全元立，明嘉靖進士，官至南京工部侍郎。曾祖全大和、祖父全吾骐，父全书。

## 學術
全祖望在學術上極推崇黃宗羲，用十年时间续修了黄宗羲的《南雷黄氏·宋元儒学案》，又增立学案32个，七校《水经注》，提出《水经》成书于三国魏人之手，和《困书纪闻三笺》，续选《甬上耆旧诗》，並受到史家萬斯同的影響，重視史料校訂，精研宋末及南明史事，“时开明史馆，复为书六通移之。先论艺文，次论表，次论忠义隐逸，两列传皆以其言为题”。全祖望寫了不少傳記散文，例如《梅花岭记》、《书明辽东经略熊公传后》。碑銘如《忠介錢公第二碑銘》、《天一阁碑目记》、《二曲先生窆石文》、《亭林先生神道表》等作品。
晚年的全祖望境遇更加萧条，“典琴書，數券齒，日皇皇也”，乾隆六年以後竟至饔飨不继，御寒乏衣，到了除夕，只得忍痛割爱兑去书籍数部，聊度年关。乾隆二十年（1755年）七月二日卒，“所藏書萬餘卷，歸之盧鎬族人，得白金二百金”，十一月，得以「治喪禮」。一說杭世骏与全祖望交恶，全祖望殁后，他扣押全祖望文集，又窃全祖望文章为己有，编入《道古堂集》。

## 著作
著作極為豐富，共有三十五部，四百餘卷，且大多數學術著作用力極深。其主要著作有：《鮚埼亭集》、《困學紀聞三箋》、《續甬上耆舊詩》、《經史問答》、《讀易別錄》、《漢書地理志稽疑》、《古今通史年表》、《勾余土音》、《丙辰公东征士小录》等。又續成《宋元學案》、七校《水經注》。。

## 評價
- 阮元评曰：“尝谓经学、史才、词科三者得一足传，而祖望兼之，其《经史问答》实足以继古贤，启后学，与顾炎武《日知录》相增。”[14]

- 李慈铭曰：“谢山于《宋元学案》致力甚深，节录诺家语录、文集，皆能择其精要。所附录者，萌裁尤具苦心，或参互以见其人，或节取以存其概，使纯疵不掩，本末咸赅，真奇书也！梨洲原本不过十之三四，其子宋史所续亦属寥寥，然起例凡发，大纲已具。谢山以专门之学，极力成之，故较《明儒学案》倍为可观。所撰序录八十九首，犀分烛照，要言不烦，宋儒升降源流大略皆具，学者尤不可以不读。”[15]

- 徐世昌《清儒学案》评曰：“谢山为学，私淑南雷，精治经史，博极群书，尤熟于明事，凡永乐靖难忠贤，□祸东森始末，唐、桂遗闻，皆能抉其隐微。平生留意乡邦文献，于明季里人之死难者，必为之辨诬征实，作碑志铭传以存其人。数百年来，浙东学派以重根柢、尚志节为主，南雷开其先，万氏继之，全氏又继之，风气绵延，迄今弗替，其效远矣。”

- 梁启超说：“若问我对古今人文集最喜读某家，我必举《鮚埼亭集》为第一部”。

## 遗迹
- 宁波市南郊全祖望墓，现为全国重点文物保护单位。

## 逸事
- 胡適因佩服全祖望，而將其長子之名字命名為「胡祖望」。

### 引用
1. ↑  .   [2021-06-02]. （原始内容存档于2021-06-03）.
2. ↑  .   [2021-06-02]. （原始内容存档于2021-06-02）.
3. ↑  深宁即王应麟，东发为余姚人黄震，是黄宗羲的远祖。
4. ↑  全祖望《鮚埼亭集外編，卷八·殤女埋銘》：“吾家秘吾婦之死，不以告予。但於家信中誇是女之慧。及予歸而女死矣。予負吾妻，亦並負是女也。”
5. ↑  陳垣《全谢山联姻春氏》
6. ↑  董秉纯撰《全祖望年谱》记载: “乾隆二十年乙亥，先生五十一岁。正月，手定文稿，删其十七，得五十卷，命纯曁同学张炳、卢镐、全藻、蒋学镛抄录，然病亦无所增减也。……五日，文稿录成，命纯隅坐朗诵，先生听之，遇有错伪，犹为指画。”董秉纯《鲒琦亭外编题词》：“谢山先生易箦时，以诗文稿付纯藏彝。”
7. ↑  周道遵，清咸豐《鄞縣志·卷二十》：全祖望，字紹衣，元立六世孫。
8. ↑  卢钟锋《论〈宋元学案〉的编纂、体例特点和历史地位》，《史学史研究》1986年2期
9. ↑  陈桥驿《全祖望与〈水经注〉》
10. ↑  顾志华《试论全祖望在历史文献学上的成就》
11. ↑  张丽珠《全祖望之史学研究及其影响》
12. ↑  《梅雨彌旬，奴子以絕糧告》：“室中呼菜婦，為我理殘篋。微吟乞食詩，再臨乞米帖。”
13. ↑  徐时栋《烟屿楼集》卷16《记杭堇浦》，孟森《鲒琦亭集公案》认为此文大致可信。
14. ↑  《研经室集》
15. ↑  《越缦堂日记》